# Estación Tres Cruces (Chile)
Tres Cruces fue una estación de ferrocarril que se hallaba en dentro de la comuna de La Higuera, en la Región de Coquimbo de Chile. Fue parte del Longitudinal Norte y actualmente se encuentra inactiva.

## Historia
La estación fue construida para el tramo del ferrocarril Longitudinal Norte construido entre La Serena y Toledo (en las cercanías de Copiapó), y que fue inaugurado en 1914. De acuerdo a Santiago Marín Vicuña en 1916, la estación se encuentra a una altitud de 497 m s. n. m.
Con el cierre de todos los servicios de la Red Norte de la Empresa de los Ferrocarriles del Estado en junio de 1975, la estación Tres Cruces fue suprimida mediante decreto del 13 de febrero de 1976. Actualmente la estación se encuentra completamente en ruinas, quedando solo algunos cimientos de las construcciones.